# Ivo Faenzi
Ivo Faenzi (Grosseto, 19 aprile 1932) è un politico italiano.

## Biografia
Funzionario del Partito Comunista Italiano di Grosseto, fu eletto alla Camera dei deputati per tre legislature consecutive (VI, VII, VIII) dal 1972 al 1983, ricoprendo anche la carica di segretario della II Commissione affari della presidenza del consiglio, affari interni e di culto, enti pubblici dal 1976 al 1979.